# Constitution de l'Ouganda
Lire en ligne

Consulter

La Constitution de la République de l'Ouganda est la loi fondamentale de l’Ouganda. L'actuelle Constitution est adoptée le 8 octobre 1995 et amendée en 2005. Il s'agit de la quatrième Constitution depuis l’indépendance de l’Ouganda en 1962. 

## Sources
- (en) Cet article est partiellement ou en totalité issu de l’article de Wikipédia en anglais intitulé « Constitution of Uganda » (voir la liste des auteurs).

## Compléments